# Lorenzo Gigli (artista)
Lorenzo Gigli (Recanati, Marcas; 4 de mayo de 1896 – San Fernando, Provincia de Buenos Aires; 1 de agosto de 1983) fue un artista italo-argentino dedicado a la pintura, el dibujo, el grabado y la escultura.

## Biografía
Nació en Recanati, Marche, el 4 de mayo de 1896. En 1913 emigró a Buenos Aires para estudiar Bellas Artes y se graduó de la Academia Nacional de Bellas Artes de Buenos Aires en 1918. Allí conoció a los artistas Lino Enea Spilimbergo y María Teresa Valeiras.
En 1924 viajó a Europa para recorrer los grandes centros artísticos y en 1926 contrajo matrimonio con Valeiras y retornó a Recanati donde permaneció hasta 1930. Durante este período realizó una gran cantidad de obras reflejando la vida campesina de la región. Participó de dos Bienales de Venecia, en 1928 y 1930, y en varias muestras colectivas e individuales en  Italia y en Buenos Aires.
En 1931 inició su carrera como profesor titular en la Academia de Bellas Artes de Buenos Aires y en la Escuela de Arquitectura (hoy Facultad de Arquitectura, Diseño y Urbanismo) de la Universidad de Buenos Aires. Dictó la materia dibujo a mano alzada, y tuvo entre sus alumnos a Guillermo Roux, Antonio Pujía, Julio Le Parc, Julio Racioppi y Gastón Breyer.
Junto a su esposa tuvo dos hijos, María Adelaida y Lorenzo Aleandro. Vivió con su familia en el barrio de Saavedra sobre la Avenida San Isidro hasta su jubilación en 1956. Luego se mudó a la localidad de San Fernando, donde continuó su labor artística en forma ininterrumpida hasta su muerte en 1983.

## Museos y colecciones que poseen obras
- Comisión Municipal de Cultura de Bahía Blanca.
- Comuna de Recanati.
- Museo Provincial de Bellas Artes Emilio Caraffa. Córdoba.
- Museo Casa de Yrurtia. Buenos Aires.
- Museo Castagnino-Macro. Rosario, Santa Fe.
- Museo de Bellas Artes de Corrientes. Corrientes.
- Museo de Artistas Argentinos Benito Quinquela Martín. Buenos Aires.
- Museo de Bellas Artes Laureano Brizuela, Catamarca.
- Museo de la Ciudad "Casa de Hernández", Salta.
- Museo Municipal de Bellas Artes Tandil. Buenos Aires.
- Museo Nacional de Bellas Artes. Buenos Aires
- Museo Provincial de Bellas Artes Emilio Pettoruti de La Plata. Buenos Aires.
- Museo Provincial de San Juan. San Juan.
- Museo Provincial Rosa Galisteo de Rodríguez. Santa Fe.
- Museo Sívori. Buenos Aires.
- Pinacoteca Attilio Moroni. Porto Recanati. Italia.
- Ralli Museums. Punta del Este, Uruguay.